# Laurens (Karolina Południowa)
Laurens – miasto w Stanach Zjednoczonych, w stanie Karolina Południowa, siedziba administracyjna hrabstwa Laurens.